# Ramón Rivas Martínez
Ramón Rivas Martínez (nacido el 14 de abril de 1902 en Orense, Galicia y fallecido el 16 de enero de 1967 en Madrid) fue un militar y abogado español que llegó a ostentar los cargos de general de división y gobernador militar de Valencia. 

## Biografía
Su padre, Narciso Rivas Martínez, fue alcalde de Orense entre 1923 y 1924.
Ramón Rivas estudió en la Academia de Ingenieros de Guadalajara, terminando sus estudios en 1922. Entre 1923 y 1925 fue destinado a Marruecos,donde participó en el desembarco de Alhucemas.
Ascendido a capitán de ingenieros, contrajo matrimonio en Santiago de Compostela con Josefa Martínez García el 7 de abril de 1930. Durante la guerra civil fue comandante del Regimiento de Transmisiones,continuando como jefe de Transmisiones del Ejército de Galicia en La Coruña durante la posguerra.
El 4 de febrero de 1960, siendo ya General de Brigada, recibió la Gran Cruz de San Hermenegildo.Tres años más tarde, en 1963, fue promovido a general de divisióny designado gobernador militar de Valencia.En Valencia también fue jefe de la División Motorizada «Maestrazgo» número 3.